# Орест (сын Эхекратида)
Орест — знатный фессалиец, упоминаемый в связи с событиями 455 года до н. э.
О фессалийце Оресте, сыне царя (речь может идти о таге) Эхекратида II, изгнанном из собственной страны, в своей «Истории» упоминает Фукидид. По замечанию Э. Д. Фролова, этот конфликт был одним из первых, если не самым первым, указанием на внутренние раздоры в Фессалии, причём, судя по всему, среди местной знати. Сын Эхекратида обратился за помощью к афинянам, которые находились во враждебных отношениях с фессалийцами после их измены во время битвы при Танагре в 457 году до н. э. Афиняне воспользовались ситуацией с Орестом в качестве повода и совместно с беотийцами и фокидянами в 455 году до н. э. выступили в поход на резиденцию Эхекратидов Фарсал. Вначале союзники смогли добиться некоторых успехов, однако взять сам город из-за постоянного противодействия фессалийской конницы они в итоге не смогли. Таким образом поход окончился неудачей, и союзникам пришлось вместе с Орестом повернуть назад.